# Nord 262
Nord 262 är ett högvingat monoplan i metallkonstruktion som tillverkades mellan 1962 och 1976 i 110 exemplar tillverkades av det nu nedlagda företaget Nord Aviation i Frankrike som togs över av Aérospatiale.

## Flygbolag som flugit Nord 262
- Air Inter
- Air Madagascar
- Alisarda
- Cimber Air
- Dan-Air
- IFG Interregional Fluggesellschaft

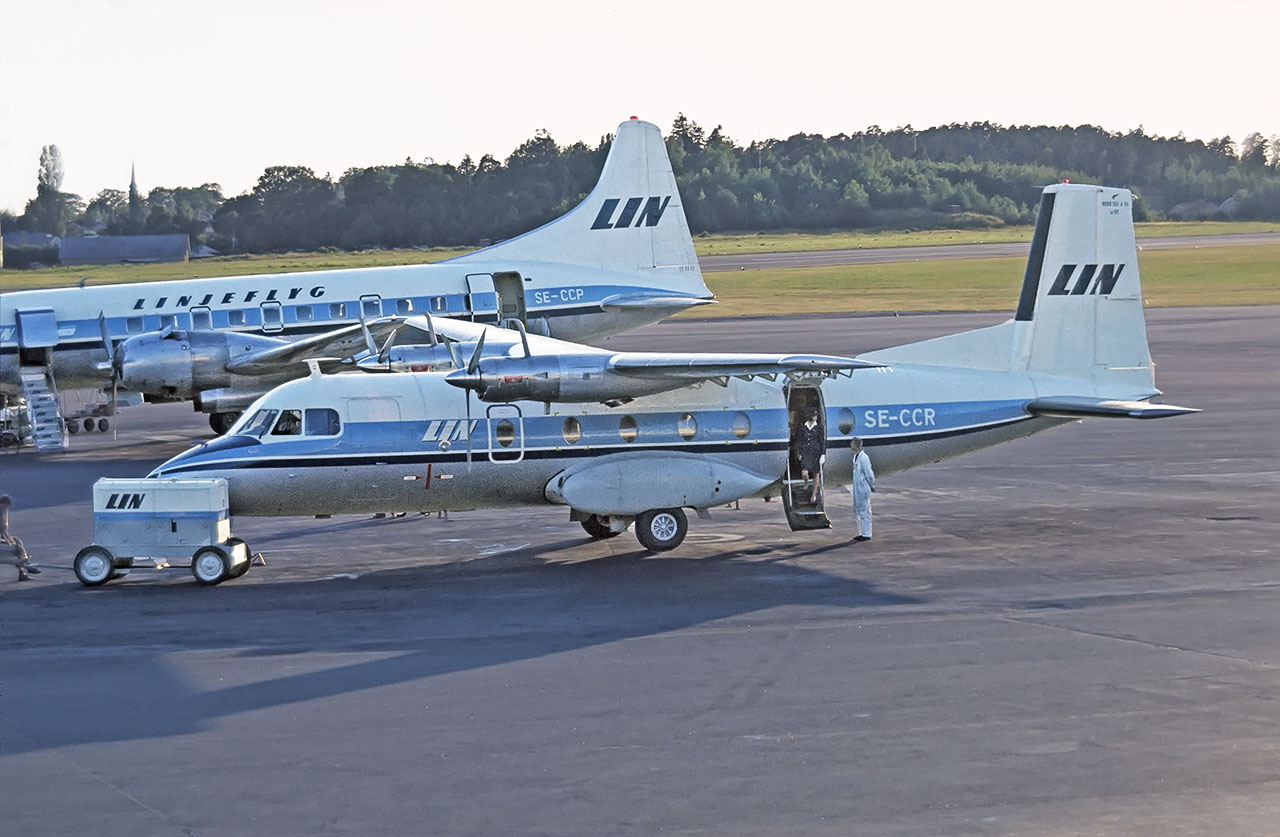
Linjeflyg Nord SE-CCR.

- Linjeflyg
- Rhein Air (Schweiz)
- Tempelhof Airways
- Widerøe

## Olyckor
Nord 262 var inblandad i 9 dödsolyckor och 6 övriga incidenter fram till 2006.